# Aeolochroma
Aeolochroma är ett släkte av fjärilar. Aeolochroma ingår i familjen mätare.

## Bildgalleri

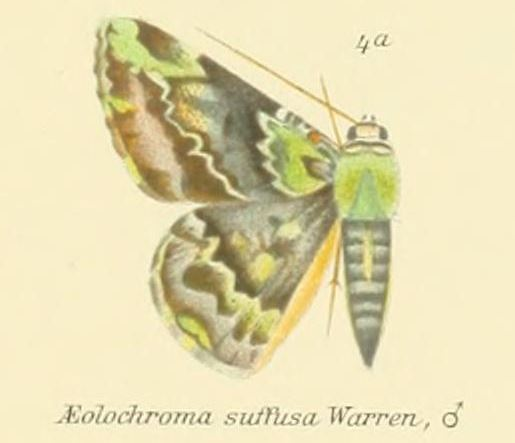
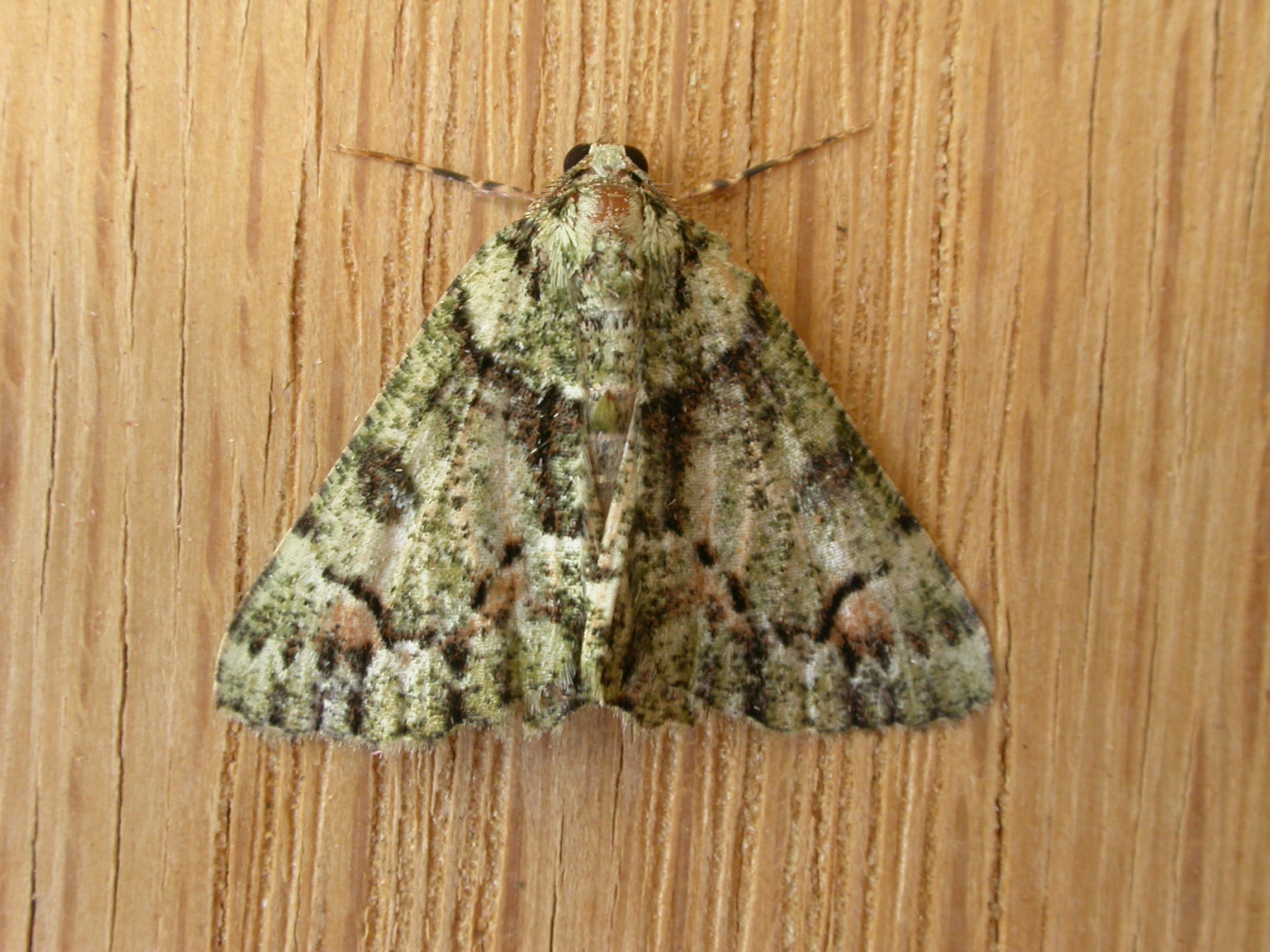
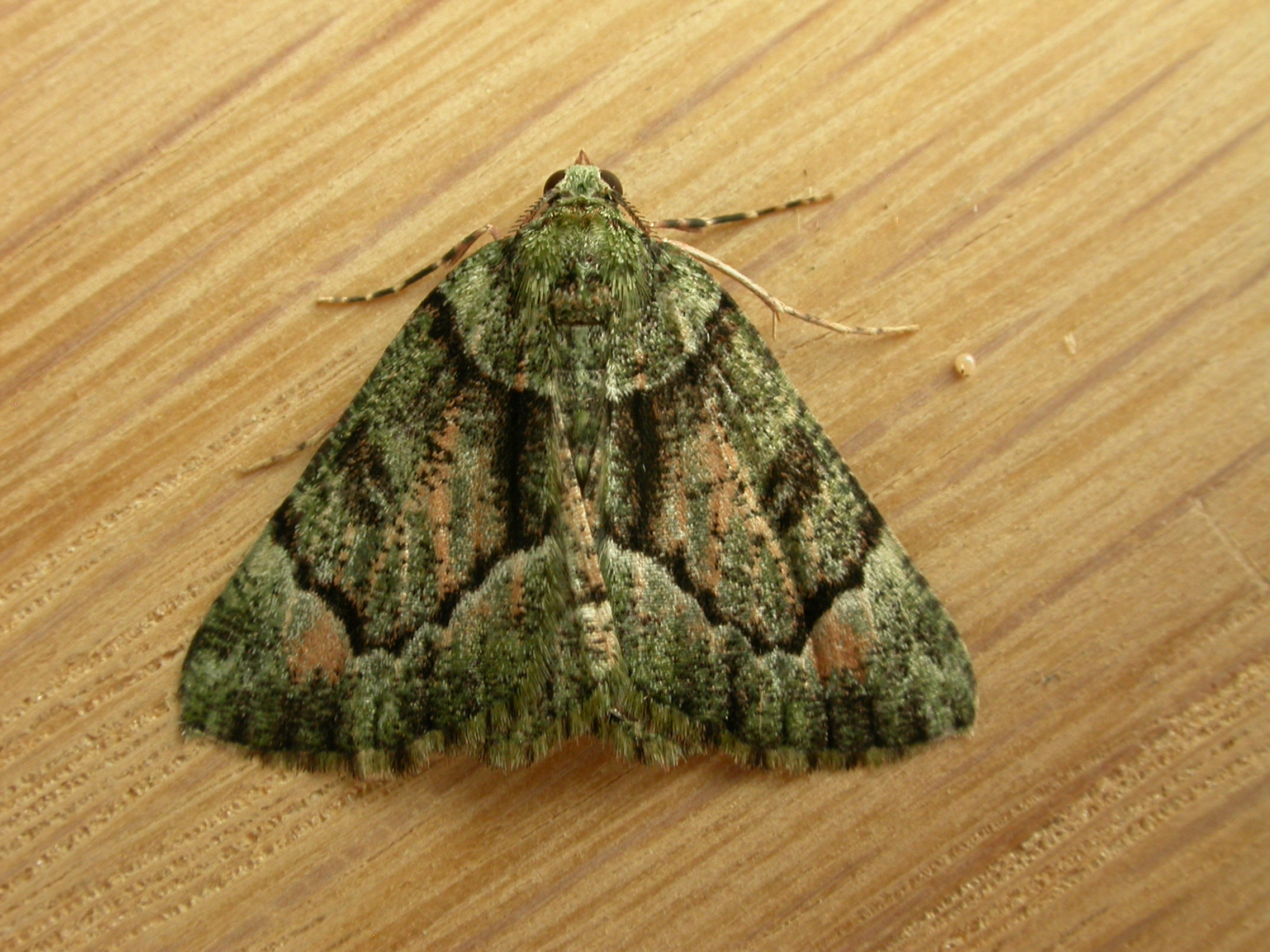
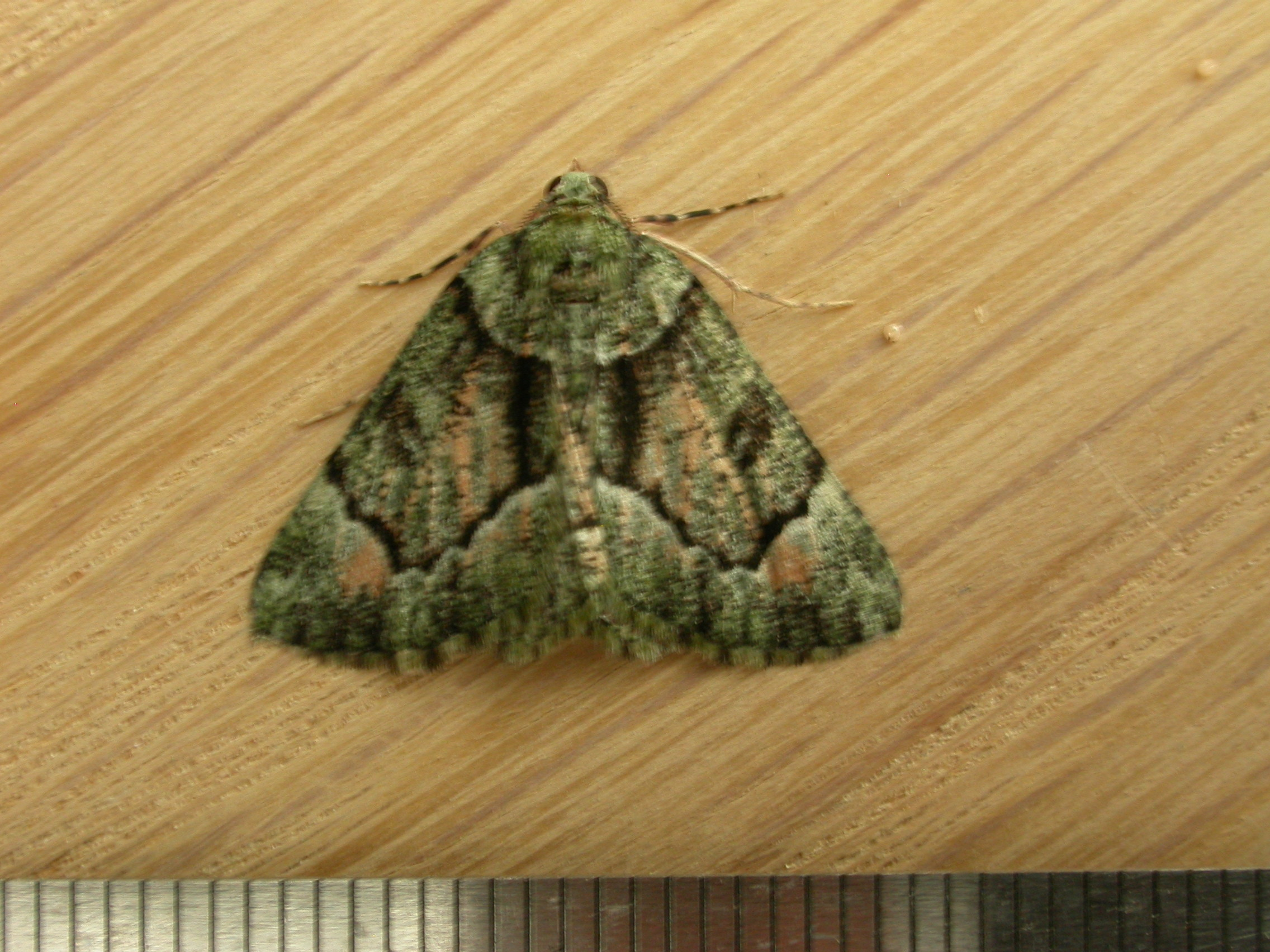
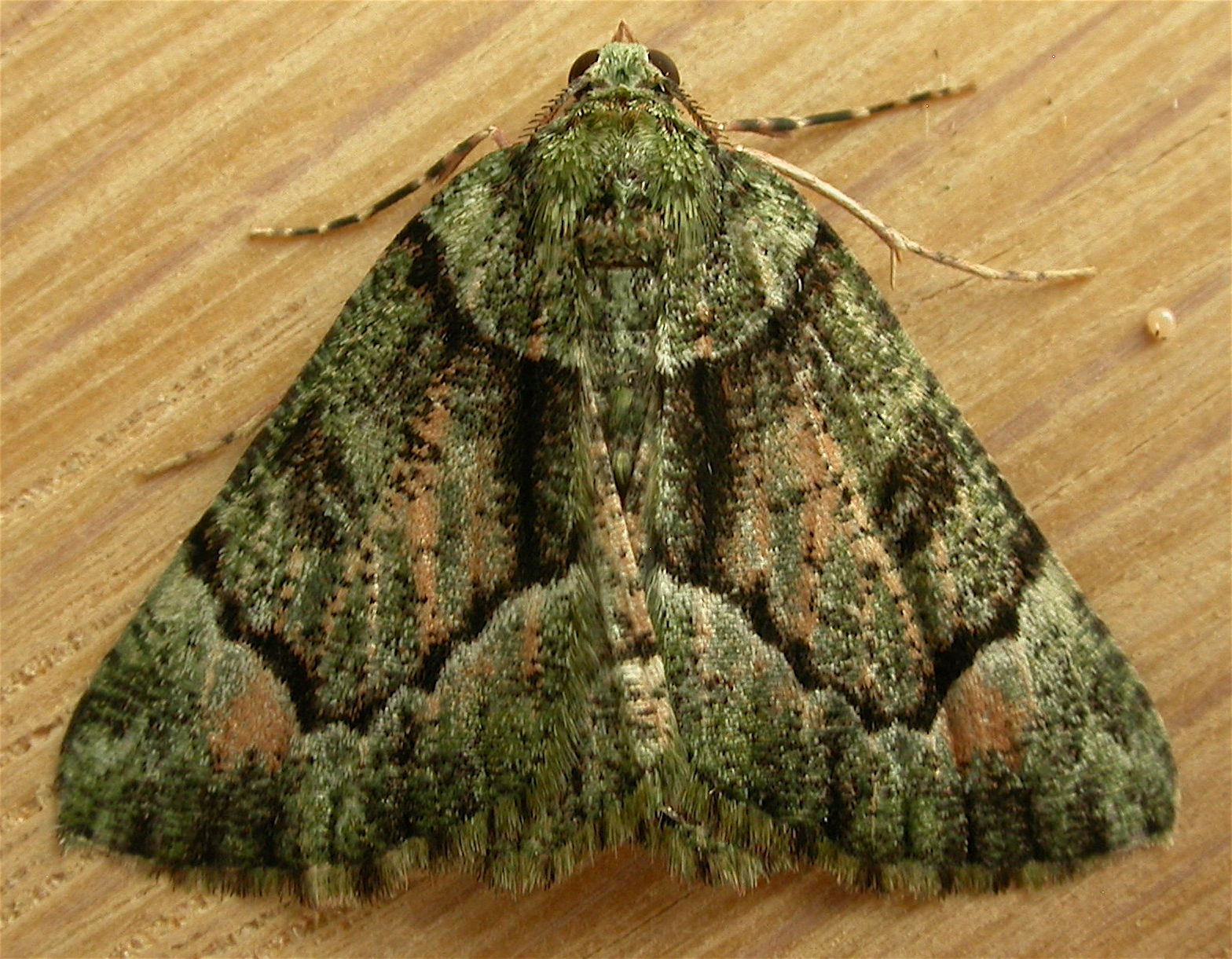

## Dottertaxa tillAeolochroma, i alfabetisk ordning[1]
- Aeolochroma acanthina
- Aeolochroma albifusaria
- Aeolochroma amethystina
- Aeolochroma angustifascia
- Aeolochroma bakeri
- Aeolochroma bryophanes
- Aeolochroma caesia
- Aeolochroma caledonica
- Aeolochroma chioneschatia
- Aeolochroma defasciata
- Aeolochroma discolor
- Aeolochroma hypochromaria
- Aeolochroma intima
- Aeolochroma languida
- Aeolochroma louisa
- Aeolochroma melaleucae
- Aeolochroma metarhodata
- Aeolochroma mniaria
- Aeolochroma modesta
- Aeolochroma ochrea
- Aeolochroma perfulvata
- Aeolochroma perviridata
- Aeolochroma prasina
- Aeolochroma purpurissa
- Aeolochroma quadrilinea
- Aeolochroma recta
- Aeolochroma rhodochlora
- Aeolochroma rufivaria
- Aeolochroma saturataria
- Aeolochroma spadicocampa
- Aeolochroma subrubella
- Aeolochroma subrubescens
- Aeolochroma suffusa
- Aeolochroma turneri
- Aeolochroma unitaria
- Aeolochroma venia
- Aeolochroma viridicata
- Aeolochroma viridimedia